# 34077 Yoshiakifuse
34077 Yoshiakifuse este un asteroid din centura principală de asteroizi.

## Descriere
34077 Yoshiakifuse este un asteroid din centura principală de asteroizi. A fost descoperit pe 30 iulie 2000 la Cerro Tololo de Marc W. Buie. Asteroidul prezintă o orbită caracterizată de o semiaxă mare de 2,80 ua, o excentricitate de 0,07 și o înclinație de 4,2° în raport cu ecliptica.